# Molino de la Dehesa
El molino de la Dehesa es un antiguo molino hidráulico ubicado en Dehesa de Cuéllar, entidad local menor de la villa segoviana de Cuéllar (España). 
Fue construido en el siglo XVIII y formó parte del grupo de molinos que la villa y su Comunidad de Villa y Tierra utilizó durante siglos para la molienda del cereal. Figura en el Catastro del marqués de la Ensenada (1749), descrito de la siguiente manera: 

Este molino tenía una rueda perteneciente por mitad a Crisanto Rodríguez, vecino de la villa de Cuéllar y a Francisco Santos que lo es del lugar. Produce 449 reales anualmente en los que se incluyen 365 del molinero.

Está situado en la calle del Molino, dejó de funcionar en los años 1970 y aún se conserva el molino, la vivienda del molinero y otras edificaciones adyacentes de las que se servía el conjunto, como las cuadras del ganado. Se trata de un edificio de dos plantas, realizado en fábrica de adobe y mampostería. Al interior se accede a través de una puerta compuesta por un arco de medio punto realizado con sillares de piedra caliza, posiblemente procedente de Campaspero, de cuyas canteras se surtió la zona durante siglos.